# Малгесо
Малгесо (итал. Malgesso) је насеље у Италији у округу Варезе, региону Ломбардија.
Према процени из 2011. у насељу је живело 884 становника. Насеље се налази на надморској висини од 255 м.

## Становништво
Према резултатима пописа становништва 2011. у општини је живело 1.298 становника.
| 1936. | 1951. | 1961. | 1971. | 1981. | 1991. | 2001. | 2011. |
| ----- | ----- | ----- | ----- | ----- | ----- | ----- | ----- |
| 597   | 581   | 673   | 853   | 1.005 | 998   | 1.113 | 1.298 |